# Patrick Laidlaw
Sir Patrick Playfair Laidlaw FRS FRCP  (28 de septiembre de 1881 – 19 de marzo de 1940) fue un virólogo escocés.

## Biografía
Laidlaw nació en Glasgow, hijo de Robert Laidlaw, M.D. y superintendente de la Misión Médica de Glasgow . Esté educado en la Escuela Leys, Cambridge y St. John College, Cambridge.
En 1920–23, estudió las propiedades de la histamina en los Wellcome Physiological Research Laboratories para posteriormente pasar al Guy's Hospital como conferenciante sobre patología experimental. Como virólogo del Consejo de Investigaciones Médicas sus trabajos en 1922 sobre el moquillo en perros llevaron a descubrir dos formas de inmunización, lo que le valió una Medalla Real de la Royal Society en 1933. En 1927 había  sido elegido miembro de la Royal Society.
Fue uno de los científicos del Consejo de Investigaciones Médicos en Mill Hill que lograron aislar por primera vez el virus de la gripe humana. Esto se logró gracias a que los hurones con los que trabajaban para lograr una vacuna contra el moquillo se contagiaron de la gripe de uno de los científicos del laboratorio.
Fue creado caballero en los honores del cumpleaños de 1935 por sus señalados servicios a la ciencia médica.
Murió soltero a la edad de 58 años.